# Arachnothryx sanchezii
Arachnothryx sanchezii är en måreväxtart som beskrevs av Attila L. Borhidi och Salas-mor.. Arachnothryx sanchezii ingår i släktet Arachnothryx och familjen måreväxter. Inga underarter finns listade i Catalogue of Life.